# Pokot
Pokot és una pel·lícula d'intriga polonesa del 2017 dirigida per Agnieszka Holland com adaptació de la novel·la Prowadź swój pług przez kości umarłych d'Olga Tokarczuk. Va ser seleccionada per a competir per l'Os d'Or al 67è Festival Internacional de Cinema de Berlín on va guanyar el Premi Alfred Bauer (Os de Plata). També va ser seleccionada com a candidata polonesa com a millor pel·lícula de parla no anglesa als Premis Oscar de 2017, tot i no ser finalment nominada.
El títol en polonès, Pokot, és un terme de caça que fa referència al recompte d'animals salvatges morts. El febrer de 2017, la directora va afirmar en una entrevista a The Guardian: «Un periodista de l'agència de notícies polonesa va escriure que havíem fet una pel·lícula profundament anticristiana que promou l'ecoterrorisme. Ho entomem amb certa satisfacció i estem pensant d'escriure-ho als cartells promocionals perquè animarà a la gent que, d'altra manera, no s'hauria molestat a venir a veure-la».

## Argument
La pel·lícula està ambientada en una regió muntanyosa remota de la vall de Kłodzko al sud-oest de Polònia, on una dona gran excèntrica, Janina Duszejko, viu amb els seus dos gossos fins que un dia desapareixen, fet que la mena a enfrontar-se al seu veí, un conegut caçador furtiu en les trampes del qual els animals moren agonitzats. Una nit una veïna l'informa que el caçador ha mort. Duszejko és interrogada pel cap de la policia local, a qui denuncia que els seus gossos han desaparegut. També es queixa al capellà de la pèrdua dels seus gossos, però és reprimida per blasfema per tractar els animals com humans.